# N-Méthyltaurine
La N-méthyltaurine est un composé chimique de formule CH3N+H2CH2CH2SO3−. Elle se présente sous la forme d'une poudre blanche combustible et peu inflammable. Elle est soluble dans l'eau et existe à l'état de zwitterion dans les solvants polaires. Contrairement à la taurine NH2CH2CH2SO3H, qui est très répandue, la N-méthyltaurine n'a été trouvée dans le milieu naturel que dans des algues rouges, où elle est synthétisée par méthylation de la taurine. Elle convient à l'amidation d'acides gras à longue chaîne pour former des taurates en raison de sa polarité élevée et de la solubilité relativement bonne de ses sels de métaux alcalino-terreux, taurates qui sont également utilisés comme tensioactifs anioniques doux.
La synthèse de la N-méthyltaurine a été publiée dès 1878, avec la méthylamine CH3NH2 réagissant avec le sel d'argent de l'acide 2-chloroéthanesulfonique ClCH2CH2SO3H. Cette réaction a par la suite été adaptée pour utiliser le sel de sodium de l'acide 2-chloroéthanesulfonique. L'addition de méthylamine au vinylsulfonate de sodium CH2=CHSO3Na en solution aqueuse donne de la N-méthyltaurine avec un rendement de 85 % après acidification avec de l'acide acétique CH3COOH. La purification du produit brut et la préparation de la N-méthyltaurine peuvent également être réalisées par passage de la solution de sel de sodium à travers une résine échangeuse de cations sous sa forme H puis à travers une résine échangeuse d'anions sous sa forme OH. La réaction de l'iséthionate de sodium HOCH2CH2SO3Na avec la méthylamine dans l'eau à haute température et haute pression donne le sel de sodium de la N-méthyltaurine, puis la N-méthyltaurine pure après saturation en dioxyde de carbone CO2 et élimination du bicarbonate de sodium NaHCO3 précipité :
La N-méthyltaurine et son sel de sodium sont utilisés comme groupe polaire des tensioactifs de la classe des taurates, parfois également appelés méthyltaurates. Les taurates se caractérisent par un très bon pouvoir moussant, même en présence d'huile et de graisses, donnant une mousse durable, compatible avec la peau et stable dans une large gamme de pH.